# Strotihypera macroplaga
Strotihypera macroplaga is een vlinder uit de familie van de uilen (Noctuidae). De wetenschappelijke naam van de soort werd voor het eerst geldig gepubliceerd in 1907 door Hampson als Naranga macroplaga.